# اريك فوكس
اريك فوكس (بالإنجليزية: Eric Fox)‏ هو لاعب كرة قاعدة أمريكي، ولد في 15 أغسطس 1963 في ليمووري في الولايات المتحدة.

## وصلات خارجية
- اريك فوكس على موقعبيزبول رفرنس.كوم (الدوري الرئيسي) (الإنجليزية)